# Chauliodus schmidti
Chauliodus schmidti is een straalvinnige vissensoort uit de familie van Stomiidae. De wetenschappelijke naam van de soort is voor het eerst geldig gepubliceerd in 1948 door Ege.